# Megan Miranda
Megan Miranda es una escritora estadounidense de relatos de género policíaco y fantástico. Megan estudió en el Instituto Tecnológico de Massachusetts, donde se licenció en biología. Logró alcanzar el éxito internacional con Fracture (2011), un libro infantil y juvenil que se presenta como una novela policíaca que roza la fantasía y que sigue las aventuras de Delaney Maxwell, una chica que, tras ser rescatada de un ahogamiento, descubre habilidades sobrenaturales para predecir la muerte. En 2016, publicó La ciudad de las mujeres desaparecidas, su primera novela negra para adultos. Actualmente vive con su familia en Carolina del Norte y compagina su trabajo como escritora con el de profesora. 

## Obra
- La ciudad de las mujeres desaparecidas (All the Missing Girls, 2016). Publicado en español por la editorial Libros de Lince.[4]
- The Perfect Stranger (2017)
- El último invitado (The Last Guest House, 2019). Publicado en español por el sello Motus de Trini Vergara Ediciones.[5]
- La chica de la tormenta (The Girl from Widow Hills, 2020). Publicado en español por el sello Motus de Trini Vergara Ediciones.[6]
- Such a Quiet Place (2021)[7]
- The Last to Vanish (2022)[8]

#### SagaFracture
- Fracture (2011)
- Hysteria (2013)
- Vengeance (2014)
- Soulprint (2015)
- The Safest Lies (2016)
- Fragments of the Lost (2017)